# Apigenina
L'apigenina è un flavone presente nelle foglie di sedano e prezzemolo ed è l'aglicone di numerosi glicosidi naturali, come la roifolina e l'isovitexina. Un'altra buona fonte naturale è costituita dalle foglie di camomilla, di cui costituisce il maggior principio attivo responsabile delle sue proprietà spasmolitiche. Si presenta come un solido cristallino giallo e in passato è stata usata per colorare la lana.
L'apigenina è un potente inibitore dell'isoforma CYP2C9 del citocromo P450, un enzima responsabile del metabolismo di molti farmaci. Nell'ultimo decennio, inoltre, è stato scoperto come l'apigenina possa condizionare l'attività di altri enzimi:
- la 5'-nucleotidasi, che idrolizzando l'AMP genera adenosina, modulatore endogeno pleiotropico.
- l'aromatasi, enzima umano responsabile della sintesi degli estrogeni (ormoni femminili);
- possiede inoltre effetto negativo sulla fosfolipasi A2, enzima che scinde i lipidi di membrana per generare precursori di mediatori dell'infiammazione come le prostaglandine;
- è anche provata l'azione inibitoria dell'apigenina su certe protein-chinasi della famiglia delle tirosina chinasi, come il recettore del PDGF, coinvolte nella proliferazione cellulare e nella genesi di certi tumori;
- assieme al caempferolo (un altro flavonoide), è un naturale inibitore dell'enzima di conversione dell'angiotensina (Angiotensin Converting Enzime o ACE), bersaglio dei cosiddetti farmaci ACE-inibitori usati nella terapia corrente dell'ipertensione arteriosa;
- al pari del flavonoide crisina è capace di interferire con l'attività enzimatica dell'isoforma 1 dell'adenilato ciclasi.

Quali di questi enzimi una volta modulati sia responsabile della sua nota attività spasmolitica intestinale non è noto. È sicuro tuttavia che la sua azione sull'aromatasi, sulle tirosina chinasi e sulla fosfolipasi A2, si correla bene con le sue proprietà di interferenza sulle cellule tumorali in coltura, come riportato dalla letteratura scientifica.

## Glicosidi
I glicosidi presenti in natura formati dalla combinazione di apigenina e zuccheri includono:
- Apiina (apigenina 7-O-apioglucoside), isolata da prezzemolo e sedano
- Apigetrina (apigenina 7-glucoside), presente nel caffè tarassaco
- Vitexina (apigenina 8-C-glucoside)
- Isovitexina (apigenina 6-C-glucoside)
- Roifolina (apigenina 7-O-neoesperidoside)
- Schaftoside (apigenina 6-C-glucoside 8-C-arabinoside